# Grajaú Tênis Clube
O Grajaú Tênis Clube é um clube social e desportivo, localizado na avenida Engenheiro Richard, no bairro do Grajaú, na cidade do Rio de Janeiro.
Foi ao redor do Grajaú Tênis Clube que cresceu o bairro, quando o clube ainda era apenas um barracão de futebol e se chamava Grajaú Futebol Clube. Em 1925 ganhou seu nome atual. 
Os seus associados dispõem de quadras de tênis, ginásio, piscina, pista de patinação sobre rodas e áreas para a recreação.